# XI Assemblea nazionale del popolo
L'XI Assemblea nazionale del popolo (第一届全国人民代表大会S) fu eletta tra l'ottobre 2007 e il marzo 2008 e restò in carica fino al 2013. Era composta da 2987 deputati e si riunì in cinque sessioni annuali da due settimane. Al termine della legislatura erano in carica 2972 deputati.

## Prima sessione
La prima sessione si tenne dal 5 al 18 marzo 2008 e rielesse Hu Jintao presidente della Repubblica Popolare Cinese e Wen Jiabao primo ministro della Repubblica Popolare Cinese. Xi Jinping fu eletto vicepresidente.
| Elezione del presidente dell'Assemblea nazionale del popolo | Elezione del presidente dell'Assemblea nazionale del popolo | Elezione del presidente dell'Assemblea nazionale del popolo | Elezione del presidente dell'Assemblea nazionale del popolo | Elezione del segretario generale dell'Assemblea nazionale del popolo | Elezione del segretario generale dell'Assemblea nazionale del popolo | Elezione del segretario generale dell'Assemblea nazionale del popolo | Elezione del segretario generale dell'Assemblea nazionale del popolo |
| Candidati                                                   | Favorevoli                                                  | Contrari                                                    | Astenuti                                                    | Candidati                                                            | Favorevoli                                                           | Contrari                                                             | Astenuti                                                             |
| ----------------------------------------------------------- | ----------------------------------------------------------- | ----------------------------------------------------------- | ----------------------------------------------------------- | -------------------------------------------------------------------- | -------------------------------------------------------------------- | -------------------------------------------------------------------- | -------------------------------------------------------------------- |
| Wu Bangguo                                                  | 2 948                                                       | 9                                                           | 9                                                           | Li Jianguo                                                           | 2 932                                                                | 25                                                                   | 8                                                                    |
| Elezioni presidenziali                                      | Elezioni presidenziali                                      | Elezioni presidenziali                                      | Elezioni presidenziali                                      | Elezione del vicepresidente                                          | Elezione del vicepresidente                                          | Elezione del vicepresidente                                          | Elezione del vicepresidente                                          |
| Candidati                                                   | Favorevoli                                                  | Contrari                                                    | Astenuti                                                    | Candidati                                                            | Favorevoli                                                           | Contrari                                                             | Astenuti                                                             |
| Hu Jintao                                                   | 2 956                                                       | 3                                                           | 5                                                           | Xi Jinping                                                           | 2 919                                                                | 28                                                                   | 17                                                                   |
| Elezione del presidente della commissione militare centrale | Elezione del presidente della commissione militare centrale | Elezione del presidente della commissione militare centrale | Elezione del presidente della commissione militare centrale | Elezione del primo ministro                                          | Elezione del primo ministro                                          | Elezione del primo ministro                                          | Elezione del primo ministro                                          |
| Candidati                                                   | Favorevoli                                                  | Contrari                                                    | Astenuti                                                    | Candidati                                                            | Favorevoli                                                           | Contrari                                                             | Astenuti                                                             |
| Hu Jintao                                                   | 2 959                                                       | 4                                                           | 4                                                           | Wen Jiabao                                                           | 2 926                                                                | 21                                                                   | 12                                                                   |
| Elezione del presidente della Corte suprema                 | Elezione del presidente della Corte suprema                 | Elezione del presidente della Corte suprema                 | Elezione del presidente della Corte suprema                 | Elezione del procuratore capo                                        | Elezione del procuratore capo                                        | Elezione del procuratore capo                                        | Elezione del procuratore capo                                        |
| Candidati                                                   | Favorevoli                                                  | Contrari                                                    | Astenuti                                                    | Candidati                                                            | Favorevoli                                                           | Contrari                                                             | Astenuti                                                             |
| Wang Shengjun                                               | 2 885                                                       | 36                                                          | 44                                                          | Cao Jianming                                                         | 2 933                                                                | 16                                                                   | 17                                                                   |

### Seconda sessione
La seconda sessione si tenne dal 5 al 13 marzo 2009 ed affrontò questioni come la crisi economica globale che stava peggiorando. Inoltre, cercò di introdurre un nuovo sistema di Stato sociale.

### Terza sessione
La terza sessione si tenne dal 5 al 14 marzo 2010.

### Quarta sessione
La quarta sessione si tenne dal 5 al 14 marzo 2011.

### Quinta sessione
La quinta ed ultima sessione si tenne dal 5 al 14 marzo 2012.